# Psammotettix vilbastei
Psammotettix vilbastei är en insektsart som beskrevs av Dubovsky 1966. Psammotettix vilbastei ingår i släktet Psammotettix och familjen dvärgstritar. Inga underarter finns listade i Catalogue of Life.